# Arran
|  | Aquest article tracta sobre l'organització juvenil. Vegeu-ne altres significats a «Arran (desambiguació)». |

Arran és una organització política juvenil independentista i d'esquerres dels Països Catalans. Va sorgir de la unificació de Maulets i la CAJEI el 2012. Forma part de l'Esquerra Independentista i és propera a Endavant.

## Ideologia
Arran es declara independentista, socialista i feminista. El seu àmbit d'actuació són els Països Catalans. També treballa fronts de lluita com l'ecologisme, l'antifeixisme, l'antiracisme, l'alliberament sexual i de gènere i l'anticapacitisme, a través dels seus eixos ideològics.
Forma part del moviment polític de l'Esquerra Independentista. Té de referent polític a la CUP i forma part del seu Grup d'Acció Parlamentària. El seu referent sindical és la Coordinadora Obrera Sindical i l'estudiantil és el Sindicat d'Estudiants dels Països Catalans. És propera a Endavant.

## Història

### Fundació
Abans de 2012, l'Esquerra Independentista comptava amb dues organitzacions de joves: Maulets, el jovent independentista revolucionari i la CAJEI. La primera venia de la unió al 1999 de Maulets —les joventuts de Catalunya Lliure— i els JIR —les joventuts de l'MDT. La segona va ser impulsada el 2002 per Endavant.
El 2007, totes dues organitzacions van començar un procés d'unificació que acabaria el 2012 amb la fundació d'Arran. En aquest procés s'hi van afegir grups locals com l'Assemblea de Joves de Terrassa, la de Sant Sadurní i la d'Horta, o l'Associació de Joves Pinyol Vermell de Sa Pobla.
Arran es va presentar el 14 de juliol de 2012 a Berga durant l'onzè aplec del Rebrot. En el moment de la seva constitució, tenia presència a 36 comarques arreu dels Països Catalans i comptava amb més de 600 militants repartits en uns 60 nuclis.

### Escissió de La Forja
Malgrat la confluència, es van produir discrepàncies entre alguns nuclis provinents de Maulets, el jovent independentista revolucionari —especialment els més propers a l'MDT— i la direcció d'Arran —on els primers consideraven que s'havia imposat la línia de la CAJEI. Aquests nuclis es van implicar en la creació de les joventuts de l'Assemblea Nacional Catalana anomenades Assemblea Nacional de Joves Independentistes (ANJI). Per contra, en una mesa nacional d'Arran on es debatia si anar a la manifestació «Catalunya, nou estat d'Europa» organitzada per l'ANC, s'hi va amenaçar d'expulsió els militants que hi anessin.

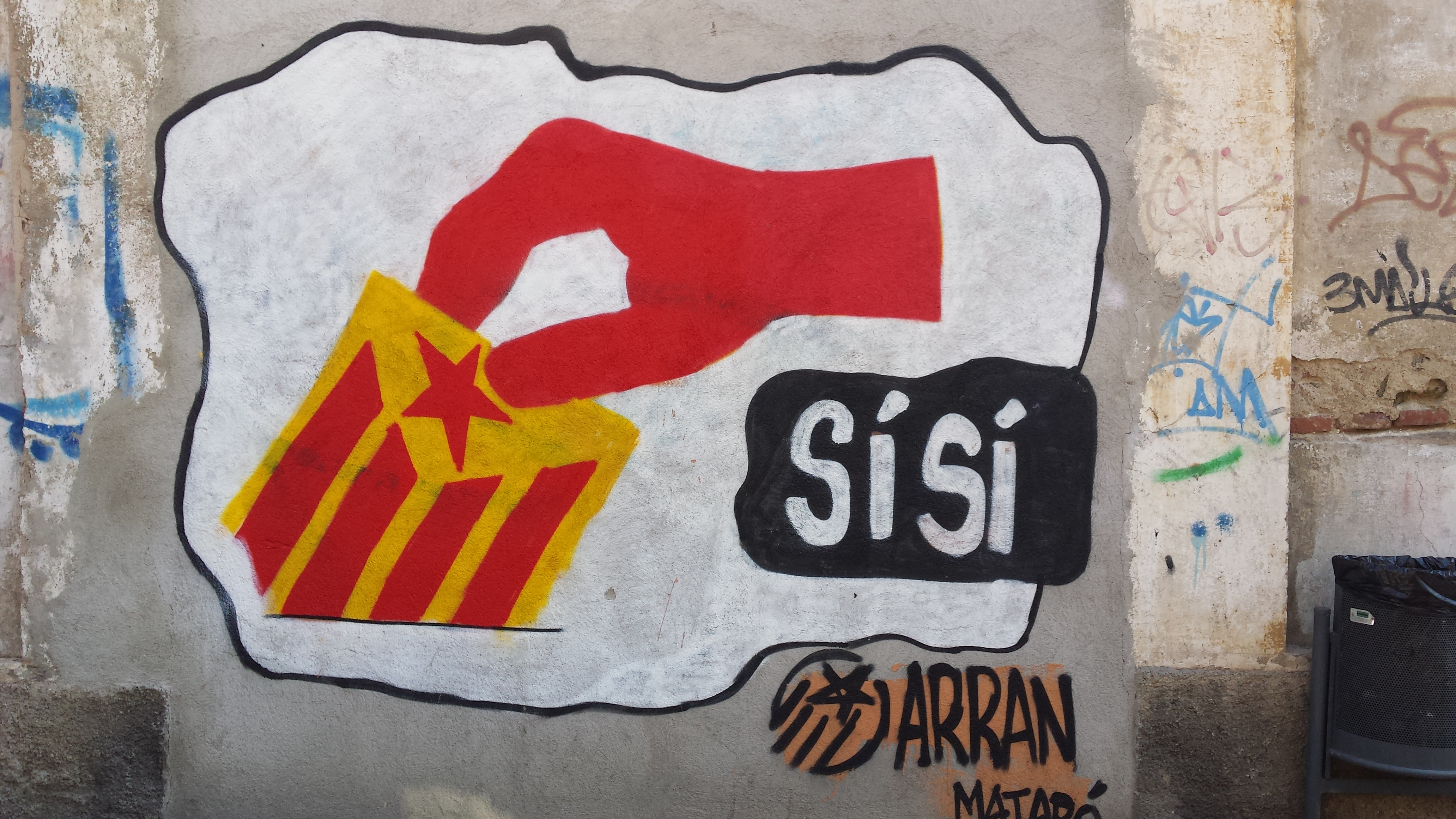
Mural d'Arran Mataró fent campanya per la consulta sobre la independència de Catalunya

El 2014 aquests nuclis també van crear juntament amb el SEPC l'agrupació Estudiants 9N, que va organitzar una vaga d'estudiants per donar suport a la consulta sobre la independència de Catalunya. Durant la campanya electoral, alguns nuclis com el d'Arbúcies van fer cartells demanant votar Sí Sí, que la direcció d'Arran va fer retirar. A l'assemblea nacional d'aquell any es va votar majoritàriament a favor d'expulsar els militants que participessin en l'ANC, pel fet que només lluitava per la independència de Catalunya i no dels Països Catalans, però no es va dur a terme perquè no va arribar als dos terços dels vots necessaris. Finalment, es van suspendre els nuclis de Mataró i l'Alt Maresme.
Això provocaria que durant el 2015 abandonessin l'organització nuclis com els de Mataró, l'Alt Maresme, Badalona, Cerdanyola, València, Reus, Castelló o Girona. Alguns d'aquests nuclis crearien una coordinadora d'assemblees que el 2018 es convertiria en La Forja. Davant d'això, Arran va afirmar que feia un cert temps que aquestes assemblees no tenien activitat i que, malgrat coincidissin amb antics nuclis de Maulets, ja no hi havia cap militant anterior a la confluència.

### Creixement
El 27 de març de 2017 una trentena de militants d'Arran van entrar a la seu del Partit Popular a Barcelona com a inici d'una campanya en defensa del Referèndum sobre la independència de Catalunya. Van enganxar-hi cartells i van deixar urnes a l'entrada. Un cop fora, van presentar oficialment la campanya. Per aquests actes es van acusar sis joves, el PP va demanar sis anys de presó per cadascun i la fiscalia va demanar multes de 5.400 euros per cadascun.
El 22 de juliol de 2017 una trentena de militants d'Arran van desplegar una pancarta contra el turisme massiu al Port de Palma i van obrir-hi pots de fum de color. Cinc dies després, quatre militants d'Arran van pintar «El turisme mata els barris» al parabrisa d'un Bus Turístic de Barcelona i van punxar-ne una roda.
El 25 de març de 2018 Arran va fer pintades en un carrer de Das, a la Baixa Cerdanya, on el jutge Pablo Llarena hi té una casa. Una pintada demanava la llibertat dels empresonats per la causa contra el procés independentista que Llarena instrueix. Una altra deia «Llarena, feixista, ni a Das ni enlloc». El 14 de novembre van tirar pintura groga a la porta de la casa que té Llarena a Sant Cugat del Vallès.
El 29 de setembre de 2018, Jusapol, una organització de policies, va convocar a Barcelona un homenatge als antiavalots espanyols que van actuar durant el Referèndum sobre la independència de Catalunya, celebrat un any abans. Davant d'això, diverses organitzacions com els Comitès de Defensa de la República van convocar mobilitzacions de protesta. En concret, Arran va convocar un holi, on es va llençar pintura de colors als antiavalots dels Mossos d'Esquadra que els separaven de Jusapol. Els Mossos van carregar en diversos punts i en total hi va haver 6 detinguts i 24 ferits.
El 8 de gener de 2019, un mes abans del judici al procés independentista català, Arran va intentar encadenar-se davant del Tribunal Suprem d'Espanya a Madrid, on tindria lloc el judici. Els vuit militants que participaven a l'acció van ser detinguts, van passar una nit a comissaria i van ser acusats de desordes públics. Mesos després es va arxivar la causa judicial.

### Escissió d'Horitzó Socialista
El 31 de març de 2022, una militant de l'assemblea d'Arran de València publicà un article al portal digital L'Accent titulat Carta oberta al jovent comunista, on acusava l'Esquerra Independentista de socialdemòcrata i criticava l'estratègia de la unitat popular. Cinc dies després, Arran hi respongué amb un altre article, Hem nascut per vèncer, al mateix portal.
El juny l'assemblea de València va ser expulsada de l'organització. El 10 de juny, emeté un comunicat sobre l'expulsió en el qual acusava Arran de silenciar les crítiques.
El 17 de juliol, una quinzena d'assemblees van fer pública la creació d'Horitzó Socialista. Entre les assemblees impulsores hi havia les de València, Vila-real, l'Alt Urgell, l'Alt Empordà, el Baix Empordà, Mataró, Reus, les de diversos barris de Barcelona, i les de diversos municipis del Baix Llobregat. Definien Horitzó Socialista com «un espai d’elaboració teòrica i de defensa de les tesis d’un Moviment Socialista encara en construcció» i afirmaven trencar amb el nacionalisme i l'interclassisme que representa l'estratègia de la unitat popular.
El mateix dia, Arran publicà un comunicat on afirmava que aquestes assemblees s'havien escindit de l'organització, malgrat continuessin fent servir les xarxes socials d'Arran. L'escissió s'havia produït per discrepàncies ideològiques i estratègiques que havien provocat tensions durant mesos. Ideològicament, afirmaven que les assemblees escindides no compartien la proposta independentista, socialista i feminista de l'Esquerra Independentista. El 30 de juliol, les assemblees escindides van publicar un comunicat on feien públic que havien deixat Arran.